# David Pearey
David Pearey (født 15. juli 1948) var guvernør på De Britiske Jomfruøer fra 18. april 2006 til 5. august 2010. Han blev udnævnt af dronning Elizabeth på råd fra den britiske regering til at repræsentere dronningen i området og til at handle som de facto statsoverhoved. Inden sin ansættelse som guvernør tjente Pearey som højkommissær for Malawi fra 2004 til 2005.
Han har en kone, Susan, og en datter.